# Swingline

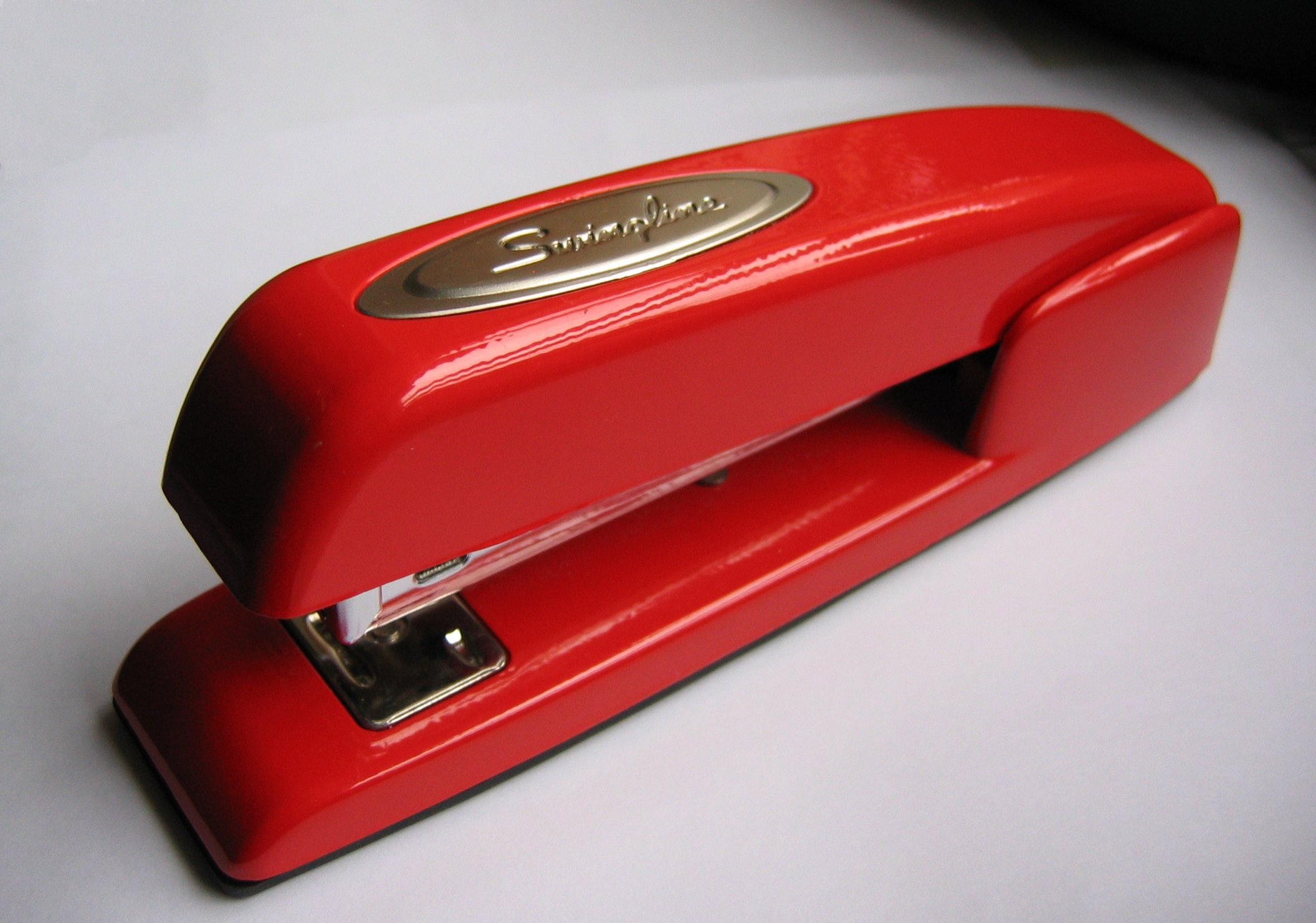
Grapadora Swingline roja

Swingline es una división de ACCO Brands que se especializa en la fabricación de grapadoras y perforadoras. La compañía fue situada en Long Island City, Queens, Nueva York, Estados Unidos, pero ahora es sede de su empreza matriz ACCO en Lincolnshire, Illinois.

## Historia
Swingline fue fundada en 1925 en Nueva York por Jack Linsky en Parrot Speed Fastener Company, y abrió su primera fábrica en Long Island City en 1931. En 1939, la compañía cambió su nombre a Speed Products, y en 1956, se convirtió en Swingline. Se convirtió en una división de ACCO Brands (luego una división de Fortune Brands) en 1987. El nombre de la fábrica, Swingline, fue un gran cartel icónico en la parte superior del edificio de Queens.
A finales de 1990, Swingline cerró la producción en Long Island City, Nueva York, y trasladó la producción de grapadoras y grapas a México y comenzó la producción de grapadoras de plástico en China. A partir de 2009, la grapadora 747 Classic fue producida en China.

## Cultura popular
Un producto de Swingline fue presentado en la película clásica Office Space. Un empleado, Milton, constantemente maltratado por su jefe, tiene su grapadora favorita, una Swingline roja, y se la han quitado. En ese momento, Swingline no había fabricado grapadoras rojas desde hace años. En el 2002, lanzaron una "edición limitada" como resultado de los intereses de los clientes. A partir del 2010 una "edición de colección" 747 en "Río Rojo" todavía está disponible, aunque un "Rojo Carmín" S7074711 parece que se descontinuó.
En un episodio de Scrubs  aparece el personaje Cox (John C. McGinley) hablando a un grapadora roja. McGinley tuvo un papel popular en Office Space como el personaje Bob Slydell.
Al comienzo del episodio "The Heartbroke Kid" de Los Simpson, Seymour Skinner es mostrado jugando con figuras del ejército. Una grapadora Swingline ataca las figuras del ejército de la nada. http://www.nytimes.com/1988/03/04/arts/auctions.html